# カルポレステス
カルポレステス（学名：Carpolestes）は、新生代古第三紀暁新世の北アメリカ大陸に生息した、プレシアダピス目に属する絶滅した哺乳類の属。母指対向性を有し、また第I指が鉤爪でなく扁爪を持つことから、従来のプレシアダピス目と比較して物体の保持に適応していたとされる。歯の形状から主に果実を摂食していたと見られ、学名は「果実を食べる人」を意味する。

## 種
2001年時点で知られていたカルポレステスの種は3種であり、最初期に出現した C. dubius、その子孫にあたるC. nigridens、さらにその子孫であるC. simpsoniが知られていた。C. simpsoniの化石は1980年代にワイオミング州の発掘現場から莫大な母岩の石灰岩ごと採取された後にミシガン大学の化石収蔵庫に放置され、10年以上後にミシガン大学の博士課程学生であったジョナサン・ブロックの研究テーマに選ばれた。化石が石灰岩表面から露出するには1年を要した。扁爪や母指対向性が霊長目との共通点として挙げられ、また前方眼を持たないことや跳躍力に欠ける後肢を持つ点が差異として挙げられている。C. simpsoniは2004年の『NHKスペシャル』「地球大進化〜46億年・人類への旅」でも取り上げられ、霊長類に近い動物として紹介された。
2017年には新種C. twelvemilensis がワイオミング州スィートウォーター郡のTwelvemile Bonanza産地から記載されている。本種は歯を伴った右歯骨のみが発見されており、歯の形態形質を標徴形質として記載・命名されている。系統推定ソフトウェアTNTを用いた系統解析では、本種は先述の3種よりも基盤的な位置に置かれている。